# Smithorchis
Smithorchis là một chi thực vật thuộc họ Orchidaceae. Chi này có các loài sau (tuy nhiên danh sách này có thể chưa đủ):
- Smithorchis calceoliformis, (W.W.Sm.) T.Tang & F.T.Wang